# Samuel Adrianus Naber

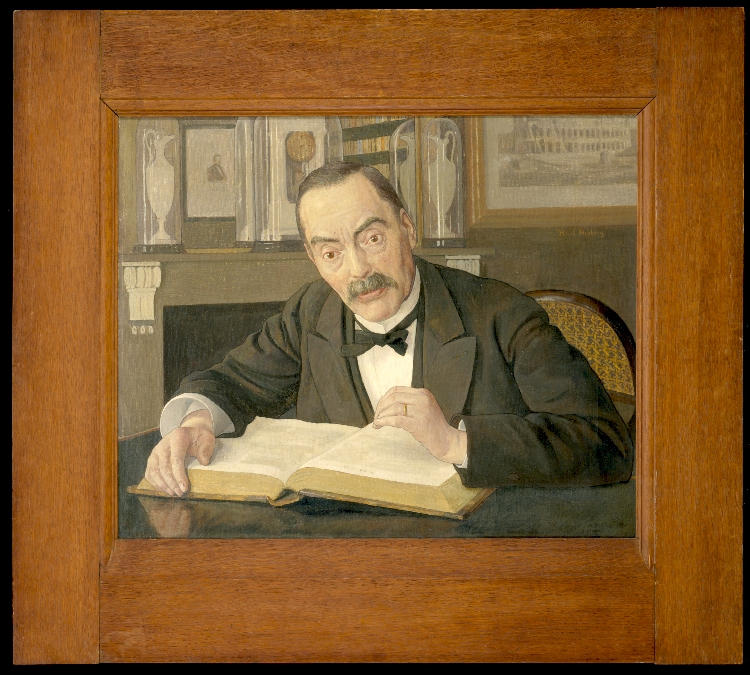
Samuel Adrianus Naber

Samuel Adrianus Naber (* 16. Juli 1828 in Den Haag; † 30. Mai 1913 in Amsterdam) war ein niederländischer Altphilologe.

## Leben
Samuel Adrianus war Sohn des Militärarztes Johan Willem Anton Naber (* 27. Juli 1797 in Den Haag; † 29. April 1876 in Amsterdam) und dessen Frau Catharina Elisabeth Meerburg (* 28. Juli 1799 in Leiden; † 24. Januar 1840 in Den Haag). Nach dem Besuch der französischen Schule und des Gymnasiums in seiner Geburtsstadt absolvierte er ab 1845 ein Studium der klassischen Sprachen an der Universität Leiden. Hier wurden unter anderem Carel Gabriel Cobet und Petrus Hofman Peerlkamp seine prägenden Lehrer. 1850 promovierte er in Leiden mit der Arbeit De fide Andocidis orationis de mysteriis zum Doktor der Literatur. 1851 ging er als Konrektor an das Gymnasium in Haarlem, wo er 1858 das Rektorat übernahm. 1860 wechselte er als Rektor an das Gymnasium Willem III in Batavia, war kurzzeitig am städtischen Gymnasium in Leiden aktiv, 1864 zog er als Konrektor an das Gymnasium in Zwolle, wo er 1868 zum Rektor aufstieg.
1871 erhielt er eine Professur am Athenaeum Illustre Amsterdam, wo er bei der Gründung der Universität von Amsterdam in den dortigen Lehrkörper wechselte. Hier war er als Professor der lateinischen und griechischen Sprache bis zu seiner Emeritierung 1898 tätig. Naber schrieb zahlreiche Artikel für die niederländischen wissenschaftlichen Fachzeitschriften De Gids und Mnemosyne. Aus seiner Feder stammen zahlreiche Textkritiken klassisch antiker Schriften, welche zum Teil auch in deutscher Sprache erschienen. Diese setzen sich unter anderem mit den Werken von Marcus Cornelius Fronto, Homer und Photios I. auseinander. Daneben verfasste er Anleitungen zur Pädagogik und trat auch als Autobiograph in Erscheinung. Im Akademiejahr 1878/79 wählte man ihn zum Rektor der Amsterdamer Alma Mater, 1865 wurde er Mitglied der königlich niederländischen Akademie der Wissenschaften, er erhielt die Ehrendoktorwürde der Universität Athen und man ernannte ihn zum Ritter des Ordens vom niederländischen Löwen. Seit 1887 war er korrespondierendes Mitglied der Russischen Akademie der Wissenschaften und seit Dezember 1903 assoziiertes Mitglied der Académie royale des Sciences, des Lettres et des Beaux-Arts de Belgique.

## Familie
Naber verheiratete sich am 4. Juli 1855 in Haarlem mit Anna Elizabeth l’Honoré (* 12. Juli 1830 in Den Haag; † 9. April 1915 in Amsterdam), die Tochter des Samuel Pieter l’Honoré (* ± 1791 in Den Haag; † 18. April 1861 in Den Haag) und dessen erster Frau Elizabeth Rebecca Oorthuijs (* ± 1795 in Rotterdam; † 6. Juni 1835 in Den Haag). Aus der Ehe stammen drei Söhne und drei Töchter:
- Elisabeth Rebecca Naber (* 3. Dezember 1856 in Haarlem; † 19. Februar 1857 in Haarlem)
- Jean Charles Naber (* 11. März 1858 in Haarlem; † 14. Februar 1950 in Utrecht), Rechtswissenschaftler
- Johanna Wilhelmina Antoinette Naber (* 25. März 1859 in Haarlem; † 30. Mai 1941 in Den Haag), Autorin, Feministin und die erste Historikerin der niederländischen Frauenbewegung
- Alida Catharina Naber (* 14. Oktober 1862 in Leiden; † 7. Mai 1952 in Den Haag) verh. 28. Juli 1896 in Amsterdam mit Albertus Poutsma (* 28. Dezember 1858 in Gorredijk; † 11. März 1941 in Blaricum)
- Samuel Pierre l’Honoré Naber (* 30. Januar 1865 in Zwolle; † 14. Mai 1936 in Den Haag)
- Henri Adrien Naber (* 11. September 1867 in Zwolle; † 27. Juni 1944 in Soest) verh. 7. August 1902 in Haarlem mit Petronella Jacoba Boelen (* 12. November 1870 in Arnhem; † 28. April 1953 in Soest)

## Werke (Auswahl)
- Specimen philologicum inaugurale de Fide Andocidis orationis de Mysteriis. Leiden 1850
- Photii Patriarchae Lexicon. Leiden 1864-1865, 2. Bde.
- Middelbaar onderwijs en paedagogiek. Zwolle, 1865
- Sex. Aurelii Propertii Cynthia cum libro quarto Elegiarum qui Propertii nomine fertur. Editio novum in ordinem digesta recensente Dominico Carutti. Den Haag 1869
- Oratio de studiis propaedeuticis. Amsterdam 1871
- Briefe über Berliner Erziehung. 1873
- Quaestiones Homericae. Amsterdam, 1877
- Verisimilia. Amsterdam, 1886
- Vier tijdgenooten. 1894
- Flavii Iosephi opera omnia. Leipzig 1896
- Allard Pierson herdacht. Haarlem 1897